# わたしはキャワワワ!!
『わたしはキャワワワ!!』は、大亜門による日本の漫画作品。『ミラクルジャンプ』（集英社）9号（2012年）に掲載されたパイロット版読切『わたしはキャワワワ♡』を改題し、『週刊ヤングジャンプ』（同）にて2012年51号から2013年13号まで連載された。2015年4月からは電子書籍で発売。

## 概要
ギャグ要素を取り入れた変身ヒロインものが特徴のストーリー。キャッチコピーは「近距離パワー型バトルヒロインギャグ」。
パロディは、作者が大ファンである『ジョジョの奇妙な冒険』からだけでなく、『週刊ヤングジャンプ』連載の作品からは『テラフォーマーズ』『東京喰種トーキョーグール』『嘘喰い』などがネタにされた。
コミックスの「キャワワワ誕生秘話」によると、読切作品である「未来のジェノス」（ミラクルジャンプ）や「英雄製作所」（週刊ヤングジャンプ）が好評だったため、これらで連載ネームを描いていたが、リテイクを何度もくらってわからなくなっていた時に、人気を考えずに描かれた作品である。
雑誌掲載時のアオリを見るとそれなりの反響はあったようだが、「連載開始前に編集長に出された条件分の人気を得ることができず」、打ち切りとなった。

## あらすじ
可愛い物好きな主人公・河合伊世はひょんなことからプリティランドからやってきた妖精・エイナスと出会う。エイナスの言われるままに謎のアイテム「プリティグロス」を塗ると伝説の戦士『キャワワワ』に変身。そして、別世界からやってきた悪の組織・テラキモス帝国と戦いながら仲間を増やし、成長していく。

## 登場人物

### キャワワワ
ネーミングはエイナスの命名により各メンバーの武器や能力から。また、変身後の姿には至るところにモチーフとなった動物があしらわれている。
河合 伊世（かわい いよ） / キャワクランプ
本作の主人公。中学一年生。イメージカラーはピンク。動物モチーフはウサギ。
可愛い物が好きで特にぬいぐるみには異常なまでの愛情を注ぐほど目が無い。どんな物でも締め上げる工具（シャコ万力）型の武器『月万棒』（つきまんぼう）で戦う。
身内からは変身後の姿を単なるコスプレと受け入れられており、怪しまれてはいない模様。
ネーミングは「かわいいよ」の言葉遊び。
「クランプ」は工具のこと。
佐織 真琴（さおり まこと） / キャワレッスル
伊世のクラスメート。イメージカラーはオレンジ。動物モチーフはイヌ。
男っ気な性格で幼少時代にオシャレをした際に周りから「似合わない」などの非難の声を浴び、それ以来可愛い物に触れることをためらっていたが、伊世の呼びかけで「可愛いをあきらめない」ことに目覚め、キャワワワに変身する。柔道部所属であり戦闘でもその技を生かしている。
ネーミングは「男勝り」のアナグラム。
宮城 アル（みやぎ アル） / キャワランチャー
伊世と真琴が知らぬ間にエイナスと交渉して変身した女子中学生。イメージカラーは黄色。動物モチーフは鳥。
破壊することが大好きでその好奇心から暴走してしまう一面も併せ持つ。
いて座。B型。
ネーミングは「アーミーギャル」のアナグラム。
塚守 詩乃（つかもり しの） / キャワトラップ
伊世のクラスの学級委員。イメージカラーは青。動物モチーフはイルカ。
物事に堅物な性格であるものの、仲間を思いやる気持ちは人一倍強い。
ネーミングは「しっかりもの」のアナグラム。
LAY（レイ）
人気アーティスト。キャワワワとしての名前やカラーは不明。動物モチーフはネコ。
家出したエイナスがプリティリップグロスを取引材料として彼女のところに転がり込んでいた。
キャワワワの服を衣装として使っており、伊世たちの仲間にはなっていない。

### プリティランドの住人
プリティア=プリティーナ
プリティランドの女王。下ネタとキモかわいいものが好き。
エイナス
テラキモス帝国から世界を守るためにキャワワワを探しにやってきた妖精。口癖は『- アス』。
ウサギのぬいぐるみのような姿をしており、ボタンに似た目とアスタリスク状の口元が特徴。見かけによらず性格は凶暴。キャワワワの変身アイテムであるプリティグロスを口から唾液まみれで出し入れしている。
頭はちぎれても単体で動けるが、どう見ても人間の下半身である。

### テラキモス帝国
アブラハム将軍
テラキモス帝国の幹部。肥満体形で常に汗だく。一人称は『オデ』で、語尾に『- デブ』とつける。
放屁で可愛い物を気持ち悪くさせる「キモイナー」に変えることができるほか、忠実な手下として操ることも可能。急所である睾丸をキャワクランプ（伊世）に締め上げられたりと何かと毎回ひどい目に遭わされている。
仮に自身を倒してもキモイナーにされた物は元には戻らず、元通りにする際にはキモイナーにされた物から自身の小型の分身が現れ、肛門の中へと戻っていく。
オナルシィ
テラキモス帝国の幹部。ナルシスト。
ライトハンド奏法をギターなしで演奏する。キモイナーソングによって人間をキモイナー状態にすることができる。
キモォ
キモイデス総統の乗り物のような生き物。
「┌（┌ ＾o＾）┐ホモォ…」がモチーフと考えられる。
ミスマッチョ
小顔で童顔だが体がマッチョという「ミスマッチ」な体型をしている。
キモイデス
テラキモス帝国の総統。
「オレらみたいなのがのびのび暮らせる国作らないか」とアブラハムに話し、テラキモス帝国を作った。
他に、名前は不明だが、眼鏡をかけて舌を出した男の幹部がいる。

### 家族
伊世の父
伊世の父。コスプレも躊躇なくできる。
伊世の母
伊世の母。若干天然。
鷲男（わしお）
真琴の甥（兄の子供）の赤ん坊。アブラハムによって中年のオヤジのような姿にされた。あだ名は「わっくん」。

### 学校
ソブちゃん
伊世の友達。苗字は蘇武。髪型はハーフアップ。
リッポ
伊世の友達。髪型は高い位置で二つ結び。
池目（いけめ）
二年生。ナルシスト。

## 雑誌掲載時の情報
- 各話のタイトルが雑誌掲載時と単行本とで異なる。
- 第8話では「大亜門先生はヤングジャンプで描いてるよ！」、第11話では「大亜門先生最新作「わたしはキャワワワ！！」週刊ヤングジャンプで絶賛連載中！※このページに限り、転載&拡散可。公式サイトはこちら！（QRコード）」というアオリが付いた。当時Twitterで、大亜門が連載していることを知らなかったというツイートや、本作の掲載誌を間違っているツイートが度々あった。週刊ヤングジャンプ編集部のアカウントからも「（……きこえますか）」の形で本作の掲載誌がヤングジャンプであることを呼びかけるツイートがされている[8]。

| 雑誌タイトル                        | 単行本タイトル                                          |
| ----------------------------------- | ------------------------------------------------------- |
| 第一話 やるよ！キャワワワ！！       | 第1ワ！！ 今日からキャワワワ！！ダイタン変身！          |
| 第2話 せめて仲間がいてくれたら      | 第2ワ！！ めろきゅんベイビー☆イメチェン物語             |
| 第3話 かわいいをあきらめるな、か    | 第3ワ！！ あきらめない！ラブリーコーデ                  |
| 第4話 せっかくかわいい服なのに      | 第4ワ！！ みんなに聴かせたい トリハダ♪ソング            |
| 第5話 何のためらいもないよ！        | 第5ワ！！ 男子殺到♡キャワワワ最前線！！                 |
| 第6話 これじゃ誰も喜ばない          | 第6ワ！！ やんちゃ系女子のキャワワワ大作戦！            |
| 第7話 そんなのどーでもいいって！    | 第7ワ！！ 本当にあったイケメン★トラブル！               |
| 第8話 仲間になればわかるよ！        | 第8ワ！！ 学校に持っていきたい推しキャラグッズ          |
| 第9話 これでつぶせるね！！          | 第9ワ！！ 秋の穴場スポット徹底サーチ                    |
| 第10話 特訓やろう！                 | 第10ワ！！ ツラくならない！ラクラクトレーニング術       |
| 第11話 かわいいの良さ教えてあげる！ | 第11ワ！！ イヨっちと行く♡カワイイモノぐるぐるツアー    |
| 第12話 なあなあがいいデブ！         | 第12ワ！！ アブラハム将軍のお悩みファイル               |
| 第13話 全力で止めるよ！             | 第13ワ！！ ぷりてぃ♡クイーンのキモカワCOLLECTION！！    |
| 最終話 けっこう楽しかったよ！       | 第14ワ！！ キャワワワ！！大人気エイナス＊プロジェクト！ |

## 単行本
- 大亜門 『わたしはキャワワワ!!』 集英社〈ヤングジャンプ・コミックス〉、全1巻
  1. 2013年5月17日発売、ISBN 978-4-08-879594-2